# 안형준 (바둑 기사)
안형준(安亨浚, 1989년 8월 30일 ~ )은 대한민국의 바둑 기사이다. 동생 안성준도 바둑 기사이다.

## 약력
2008년 제113회 입단대회를 통해 입단했다. 2009년 제5기 한국물가정보배 본선과 제53기 국수전 본선, 제37기 하이원배 명인전 본선에 진출했다. 2011년 3단을 거쳐 2013년 5월에 4단으로 승단하였다. 2013년 제18회 LG배 세계기왕전 본선 32강에 진출하여 스웨를 이겨 16강에 진출했지만 리저에게 패배하여 탈락했다. 2014년 제19회 LG배 세계기왕전 본선에 진출했고 2018년 3월, 5단으로 승단했다.